# E265号線
E265号線 (E265ごうせん、英: European route E265) はエストニアのタリンとスウェーデンのカペルシャーを結ぶ、欧州自動車道路のBクラス幹線道路。
パルディスキ(Paldiski) – カペルシャー(Kapellskär)間はフェリー航路である。

## 経路

### 経過する主要都市
- エストニア
  - E20号線、E67号線、E263号線 – タリン
  - パルディスキ
- スウェーデン
  - E18号線 – カペルシャー